# Kanton Lourdes-1
Der Kanton Lourdes-1 ist seit 2015 ein französischer Wahlkreis im Arrondissement Argelès-Gazost, im Département Hautes-Pyrénées und in der Region Okzitanien; sein Hauptort ist Lourdes.

## Geschichte
Der Kanton entstand bei der Neueinteilung der französischen Kantone im Jahr 2015. Seine Gemeinden kommen aus den ehemaligen Kantonen Lourdes-Ouest (7 der 9 Gemeinden) und Kanton Saint-Pé-de-Bigorre (alle 4 Gemeinden). Hinzu kommen noch die westlichen Stadtviertel der Stadt Lourdes.

## Lage
Der Kanton liegt im Westen des Départements Hautes-Pyrénées.

## Gemeinden
Der Kanton besteht aus zwölf Gemeinden und Gemeindeteilen mit insgesamt 11.408 Einwohnern (Stand: 1. Januar 2022) auf einer Gesamtfläche von 128,65 km²:
| Gemeinde            | Einwohner 1. Januar 2022 | Fläche km² | Dichte Einw./km² | Code INSEE | Postleitzahl |
| ------------------- | ------------------------ | ---------- | ---------------- | ---------- | ------------ |
| Aspin-en-Lavedan    | 301                      | 1,77       | 170              | 65040      | 65100        |
| Barlest             | 320                      | 4,02       | 80               | 65065      | 65100        |
| Bartrès             | 510                      | 7,31       | 70               | 65070      | 65100        |
| Loubajac            | 435                      | 6,55       | 66               | 65280      | 65100        |
| Lourdes             | 6.731                    | 28,03      | 240              | 65286      | 65100        |
| Omex                | 222                      | 5,53       | 40               | 65334      | 65100        |
| Ossen               | 233                      | 6,91       | 34               | 65343      | 65100        |
| Peyrouse            | 274                      | 4,80       | 57               | 65360      | 65270        |
| Poueyferré          | 830                      | 6,20       | 134              | 65366      | 65100        |
| Saint-Pé-de-Bigorre | 1.150                    | 43,44      | 26               | 65395      | 65270        |
| Ségus               | 259                      | 10,72      | 24               | 65415      | 65100        |
| Viger               | 143                      | 3,37       | 42               | 65470      | 65100        |
| Kanton Lourdes-1    | 11.408                   | 128,65     | 89               | 6505       | –            |

1. ↑   Nur der westliche Teil der Gemeinde, der Rest gehört zum Kanton Lourdes-2.

## Politik
| Vertreter im Departementrat des Départements | Vertreter im Departementrat des Départements | Vertreter im Departementrat des Départements |
| Amtszeit                                     | Name                                         | Partei                                       |
| -------------------------------------------- | -------------------------------------------- | -------------------------------------------- |
| 2015–2021                                    | Adeline Ayela José Marthe                    | DVD                                          |
| 2021–                                        | Evelyne Laborde Thierry Lavit                | DVG                                          |